# Club Deportivo Gévora
El Club Deportivo Gévora es un equipo de fútbol ubicado en la provincia de Badajoz, Extremadura. Fundado en 1962, juega en el Campo de Fútbol Municipal de Gévora, con una capacidad para 1000 personas. Actualmente milita en el Grupo XIV de la Tercera Federación.

## Historia
El Club Deportivo Gévora fue fundado en 1962 en la pedanía de Gévora, en la provincia de Badajoz, Extremadura. Desde sus inicios, el club ha sido un referente para la comunidad local, luchando siempre por mantener una presencia en las categorías regionales del fútbol español.
A lo largo de su historia, el Gévora ha militado principalmente en divisiones regionales de Extremadura, destacando en la Primera División Extremeña, donde ha competido contra algunos de los mejores equipos de la región. Aunque el club no ha alcanzado los primeros niveles del fútbol profesional, ha sido un equipo constante en las competiciones locales, con un gran apoyo de sus seguidores.
En los últimos años, el Gévora ha vivido una época dorada, marcada por logros históricos. En la temporada 2024–25, el club alcanzó grandes hitos al conquistar la Copa Extremadura, derrotando al CF Campanario en una emocionante tanda de penaltis. Además, logró el ascenso a la Tercera Federación, un salto importante en su trayectoria, al vencer al Ciudad de Plasencia en una eliminatoria crucial.
Uno de los momentos más emotivos de su historia llegó en octubre de 2024, cuando el Club Deportivo Gévora tuvo la oportunidad de enfrentarse a un equipo de la Primera División, el Real Betis, en la Copa del Rey. Este partido se convirtió en un sueño hecho realidad para el club y su comunidad, reflejando el esfuerzo y la dedicación de los jugadores y el cuerpo técnico.
El Gévora, con su modesta pero incansable trayectoria, sigue siendo un orgullo para su comunidad y un claro ejemplo de lo que la pasión por el fútbol puede lograr, sin importar el tamaño o los recursos de un club.

## Trayectoria
Fuentes: 
| Temporada | Nivel        | División     | Posición     | Copa del Rey |
| --------- | ------------ | ------------ | ------------ | ------------ |
| 1975–76   | 6            | 2ª Reg.      | 1ª           |              |
| 1976–77   | 6            | 2ª Reg.      | 5ª           |              |
| 1977–1989 | No participó | No participó | No participó |              |
| 1989–90   | 6            | 1ª Reg.      | 2ª           |              |
| 1990–91   | 5            | Reg. Pref.   | 13ª          |              |
| 1991–92   | 5            | Reg. Pref.   | 20ª          |              |
| 1992–93   | 6            | 1ª Reg.      | 4ª           |              |
| 1993–94   | 6            | 1ª Reg.      | 11ª          |              |
| 1994–95   | No participó | No participó | No participó |              |
| 1995–96   | 6            | 1ª Reg.      | 7ª           |              |
| 1996–97   | 6            | 1ª Reg.      | 9ª           |              |
| 1997–2000 | No participó | No participó | No participó |              |
| 2000–01   | 6            | 1ª Reg.      | 3ª           |              |
| 2001–02   | 6            | 1ª Reg.      | 1ª           |              |
| 2002–03   | 5            | Reg. Pref.   | 13ª          |              |
| 2003–04   | 5            | Reg. Pref.   | 4ª           |              |
| 2004–05   | 5            | Reg. Pref.   | 6ª           |              |
| 2005–06   | 5            | Reg. Pref.   | 15ª          |              |

| Temporada | Nivel | División   | Posición | Copa del Rey  |
| --------- | ----- | ---------- | -------- | ------------- |
| 2006–07   | 5     | Reg. Pref. | 14ª      |               |
| 2007–08   | 5     | Reg. Pref. | 19ª      |               |
| 2008–09   | 6     | 1ª Reg.    | 4ª       |               |
| 2009–10   | 6     | 1ª Reg.    | 10ª      |               |
| 2010–11   | 6     | 1ª Reg.    | 13ª      |               |
| 2011–12   | 6     | 1ª Reg.    | 3ª       |               |
| 2012–13   | 6     | 1ª Reg.    | 4ª       |               |
| 2013–14   | 6     | 1ª Reg.    | 2ª       |               |
| 2014–15   | 5     | Reg. Pref. | 10ª      |               |
| 2015–16   | 5     | Reg. Pref. | 11ª      |               |
| 2016–17   | 5     | 1ª Ext.    | 10ª      |               |
| 2017–18   | 5     | 1ª Ext.    | 7ª       |               |
| 2018–19   | 5     | 1ª Ext.    | 13ª      |               |
| 2019–20   | 5     | 1ª Ext.    | 4ª       |               |
| 2020–21   | 5     | 1ª Ext.    | 4ª       |               |
| 2021–22   | 6     | 1ª Ext.    | 3ª       |               |
| 2022–23   | 6     | 1ª Ext.    | 3ª       |               |
| 2023–24   | 6     | 1ª Ext.    | 3ª       |               |
| 2024–25   | 6     | 1ª Ext.    | 1ª       | Primera Ronda |

## Palmarés

### Títulos regionales
| Competición regional                  | Títulos | Subcampeonatos   |  |
| Copa Extremadura (1/1)                | 2024-25 | 2023-24          |  |
| Primera División Extremeña (1/2)      | 2024-25 | 2022-23, 2023-24 |  |
| Segunda División Extremeña (1/1)      | 2001-02 | 2013-14          |  |
| Segunda Regional de Extremadura (1/0) | 1975-76 |                  |  |

### Otros logros
- Ascenso a la Tercera Federación
  - 2024–25